# Горнокнязевск
Горнокнязевск — посёлок в Ямало-Ненецком автономном округе России, входит в состав городского округа Салехард.

## География
Расположен на берегу Оби в 12 км от Салехарда, с которым связан автобусным сообщением.

## Население
| 1989 | 2002 | 2010 | 2021 |
| ---- | ---- | ---- | ---- |
| 48   | ↗108 | ↗118 | ↗155 |

Население — 161 чел. (2024).

## История
Горнокнязевск был основан в XVII веке как резиденция хантыйского князя Тайшина, бывшего представителем царской власти среди местного населения.
С 2005 до 2021 гг. входил в состав Аксарковского сельского поселения, упразднённого в 2021 году в связи с преобразованием муниципального района в муниципальный округ.
11 июня 2024 года включён в состав городского округа Салехард.

## Инфраструктура
В посёлке работают начальная школа, детский сад и фельдшерско-акушерский пункт.
В 2001 году был открыт музей под открытым небом — природно-этнографический комплекс «Горнокнязевск», являющийся филиалом учреждения культуры «Окружной Дом ремёсел». В Горнокнязевске сохранился памятник истории и культуры — комплекс деревянных построек XIX века «Княжьи юрты». В 2005 году была закончена реконструкция избы Ивана Тайшина, внутренняя обстановка которой воссозданна по письменным источникам и воспоминаниям очевидцев того времени. На территории комплекса проводятся различные обрядовые и массовые мероприятия